# Jean Thépenier
Onésime Jean Thépenier (* 20. Oktober 1913 in Château-Chinon; † 1. Juli 1978 in Saint-Cloud) war ein französischer Autorennfahrer und Maserati-Händler.

## Karriere
Jean Thépenier war im Brotberuf Maserati-Händler in Frankreich und dabei in enger Verbindung mit dem Generaltimporteur Johnny Simone tätig. Viele in Frankreich erstmals gefahrene Maserati-Modelle gehen auf den Import von Thépenier und Simone zurück.
Befreundet war er auch mit Aldo Gordini und André Simon. Für Aldos Vater Amédée und dessen Gordini-Team ging er in den frühen 1950er-Jahren bei Monoposto- und Sportwagenrennen an den Start. Mit Simon bestritt er mehrmals die Tour de France für Automobile. Thépenier war in erster Linie Sportwagenpilot. Seine Einsätze in Fahrzeugen mit freistehenden Rädern, wie im Gordini Type 15 beim Grand Prix de Cadours 1952 und 1954, blieben weitgehend erfolglos.
Im Sportwagen wurde er Dritter beim Coupes de Paris 1954 und Fünfter beim Coupe d’Automne im selben Jahr; beide Male im T15S. 
Einmal fuhr er das 24-Stunden-Rennen von Le Mans, 1956 beendete er das Rennen als Partner von Jean-Claude Vidilles als Elfter der Gesamtwertung.

## Statistik

### Le-Mans-Ergebnisse
| Jahr | Team                          | Fahrzeug | Teamkollege          | Platzierung | Ausfallgrund |
| ---- | ----------------------------- | -------- | -------------------- | ----------- | ------------ |
| 1956 | Automobiles Deutsch et Bonnet | DB HBR   | Jean-Claude Vidilles | Rang 11     |              |

### Einzelergebnisse in der Sportwagen-Weltmeisterschaft
| Saison | Team | Rennwagen       | 1   | 2   | 3   | 4   | 5   | 6   | 7   | 8   | 9   | 10  | 11  | 12  | 13  | 14  | 15  | 16  | 17  | 18  | 19  | 20  | 21  | 22  |
| ------ | ---- | --------------- | --- | --- | --- | --- | --- | --- | --- | --- | --- | --- | --- | --- | --- | --- | --- | --- | --- | --- | --- | --- | --- | --- |
| 1963   |      | Alfa Romeo 2600 | DAY | SEB | SEB | TAR | SPA | MAI | NÜR | CON | ROS | LEM | MON | WIS | TAV | FRE | CCE | RTT | OVI | NÜR | MON | MON | TDF | BRI |
| 1963   |      | Alfa Romeo 2600 |     |     |     |     |     |     |     |     |     |     |     |     |     |     |     |     |     | DNF |     |     |     |     |